# Frédéric Pelletier
Frédéric Pelletier   (Montreal, 1 de maig de 1870 - Montreal, 30 de maig de 1944) va ser un director de cor quebequès, educador musical, compositor, crític musical, periodista, funcionari, oficial militar i metge.
Va ser un dels principals crítics musicals de Mont-real durant la primera meitat del segle xx, després d'haver treballat en aquesta funció per a totes les publicacions importants de Montreal en un moment o altre. També va ser professor d'història de la música en diverses institucions i va treballar com a mestre de cor en diverses esglésies de Montreal. La seva producció compositiva es va dedicar principalment a obres corals sagrades, incloses diverses motets i nadales, 2 oratoris, una missa de Rèquiem i un Stabat Mater. També va escriure algunes obres per a orgue solista, algunes cançons i diverses harmonitzacions de cançons populars canadencs.

## Vida i carrera
Nascut a Montreal, Pelletier formava part d'una destacada família musical al Quebec. Era fill del músic Romain-Octave Pelletier I, germà de l'organista, compositor i director d'orquestra Romain Pelletier, i pare del violinista Romain-Octave Pelletier II. El seu altre germà Victor era violoncel·lista a LOrquestra Simfònica de Montreal de Goulet, de la qual també va exercir de bibliotecari musical. Va començar la seva formació musical quan era un noi estudiant el piano amb el seu pare. Més tard va ser deixeble de Guillaume Couture (cant) i Achille Fortier (harmonia i contrapunt).
El 1887 Pelletier va ingressar al Reial Col·legi Militar de Saint-Jean i després de graduar-se va exercir com a capità al Mont-Royal de Les Fusiliers. Després va ingressar a la facultat de medicina de la Universitat de Mont-real, on va obtenir el doctorat el 1895. Va exercir una pràctica mèdica a Montreal durant una temporada, però la va abandonar en favor d'una carrera de periodista i músic. Va treballar com a reporter i editor de diversos diaris diaris a Montreal fins al 1914. També va ser columnista musical de diverses publicacions periòdiques des del 1900 fins al final de la seva vida; incloent "La Patrie" (1904-1910), "La Presse" (1904-1910), "La Musique" (1919-1921), "Musical America" (1923-1925), "Association française d'action artístiques" (1920–1944), "L'Art musical", "La Lyre", "Musical Canada" i la "Quinzaine musicale et artístiques" entre d'altres. Per a Le Devoir va ser autor d'una dotzena de ressenyes entre 1911 i 1913 abans de ser nomenat editor i crític musical de llarga contracta (1916-1944).
Com a músic, Pelletier era principalment actiu com a director de cor. Va ocupar el càrrec de mestre de cor a diverses esglésies de Montreal, incloent l'església de Saint-Léon de Westmount (1909), St James-the-Less (1910-1936) i l'església de Sainte-Brigide de Kildare (1923-1924). El 1922 va fundar la Saint-Saëns Choral Society, dirigint sobretot aquell any Samson et Dalila amb Cédia Brault i Émile Gour. El 1931 va coordinar la primera gira canadenca pel cor infantil de París Petits Chanteurs à la croix de bois, que va incloure dins del seu repertori les seves harmonitzacions de cançó popular canadenca. De 1932 a 1935 va exercir de president de l'Acadèmia de música del Quebec i el 1933-1934 va ensenyar història de la música a l'"École de musique Vincent-d'Indy". També va ensenyar aquesta assignatura al Conservatori nacional de música durant diversos anys.
A més del seu treball com a escriptor i músic, Pelletier va servir a la ciutat de Mont-real com a secretari del departament de salut entre 1914 i 2121. Després va assumir el càrrec de bibliotecari i publicista del departament de salut de la província de Quebec el 1922, càrrec que va ocupar fins a la seva mort a Montreal el 1944. El seu llibre Initiation à l'orchestre a Montreal es va publicar pòstumament el 1948, però les seves memòries, Montréal, fin de siècle, que es van publicar a la seva mort, mai no s'han imprès.